# Néstor Lorenzo
Néstor Gabriel Lorenzo (Villa Celina, 28 de fevereiro de 1966) é um treinador e ex-futebolista argentino que atuava como zagueiro. Atualmente comanda a Seleção Colombiana.

## Carreira como jogador
Foi revelado pelo Argentinos Juniors, onde atuou por quatro temporadas. Depois seguiu para a Europa jogando a Serie A pelo Bari e posteriormente disputou a EFL Championship, antiga Football League First Division, pelo inglês Swindon Town.
Depois de algumas temporadas no continente europeu, Néstor Lorenzo regressou ao seu país natal. O zagueiro atuou pelas equipes do San Lorenzo, do Banfield, do Ferro Carril Oeste e encerrou a carreira no Boca Juniors.

### Seleção Nacional
Lorenzo integrou a Seleção Argentina nos Jogos Olímpicos de 1988, de Seul. Naquela olimpíada a seleção argentina acabou sendo eliminada nas quartas de finais pelo Brasil.
Participou também da Copa do Mundo FIFA de 1990 sediada na Itália. A equipe conseguiu chegar na final diante da Alemanha Ocidental, mas acabou perdendo por 1 a 0 e ficou com o vice-campeonato.

## Carreira como treinador
No ano de 2000, Néstor foi integrado como auxiliar técnico da Seleção Argentina Sub-20, ajudando-os na conquista da Copa do Mundo FIFA Sub-20 de 2001.
Em 2003 passou pelo espanhol Leganés e depois, em 2004, foi o auxiliar do técnico José Pékerman na Seleção Argentina principal para o ciclo da Copa do Mundo FIFA de 2006. Ao lado de Pékermann, Néstor trabalhou como auxiliar nos clubes mexicanos do Toluca e Tigres. Juntos, voltaram a trabalhar em 2012 na Seleção Colombiana nos ciclos das Copas do Mundo FIFA de 2014, onde terminaram o torneio na quinta colocação, e na de 2018, onde encerram a participação na nona colocação. Sua despedida da Seleção Colombiana aconteceu em 2019, sendo substituído pelo português Carlos Queiroz.
Em 2021, teve o primeiro trabalho como técnico principal a frente da equipe peruana do Melgar. Quatro anos depois, em 2022, a Federación Colombiana de Fútbol anunciou Lorenzo como novo treinador da Seleção Colombiana.

##### Jogos pela Seleção Colombiana
Legenda:      Vitórias —      Empates —      Derrotas
|      | Data           | Competição                     | Local           | Placar | Adversário     | Ref.   |      |
| 2022 | 2022           | 2022                           | 2022            | 2022   | 2022           | 2022   | 2022 |
| ---- | -------------- | ------------------------------ | --------------- | ------ | -------------- | ------ | ---- |
| 1    | 24 de setembro | Amistoso                       | Harrison        | 4 – 1  | Guatemala      | [ 7 ]  |      |
| 2    | 27 de setembro | Amistoso                       | Santa Clara     | 3 – 2  | México         | [ 8 ]  |      |
| 3    | 19 de novembro | Amistoso                       | Fort Lauderdale | 2 – 0  | Paraguai       | [ 9 ]  |      |
| 2023 |                |                                |                 |        |                |        |      |
| 4    | 28 de janeiro  | Amistoso                       | Carson          | 0 – 0  | Estados Unidos | [ 10 ] |      |
| 5    | 24 de março    | Amistoso                       | Ulsan           | 2 – 2  | Coreia do Sul  | [ 11 ] |      |
| 6    | 28 de março    | Amistoso                       | Osaka           | 2 – 1  | Japão          | [ 12 ] |      |
| 7    | 16 de junho    | Amistoso                       | Valência        | 1 – 0  | Iraque         | [ 13 ] |      |
| 8    | 20 de junho    | Amistoso                       | Gelsenkirchen   | 2 – 0  | Alemanha       | [ 14 ] |      |
| 9    | 7 de setembro  | Eliminatórias da Copa do Mundo | Barranquilla    | 1 – 0  | Venezuela      | [ 15 ] |      |
| 10   | 12 de setembro | Eliminatórias da Copa do Mundo | Santiago        | 0 – 0  | Chile          | [ 16 ] |      |
| 11   | 12 de outubro  | Eliminatórias da Copa do Mundo | Barranquilla    | 2 – 2  | Uruguai        | [ 17 ] |      |
| 12   | 17 de outubro  | Eliminatórias da Copa do Mundo | Quito           | 0 – 0  | Equador        | [ 18 ] |      |
| 13   | 16 de novembro | Eliminatórias da Copa do Mundo | Barranquilla    | 2 – 1  | Brasil         | [ 19 ] |      |
| 14   | 21 de novembro | Eliminatórias da Copa do Mundo | Assunção        | 1 – 0  | Paraguai       | [ 20 ] |      |
| 15   | 10 de dezembro | Amistoso                       | Fort Lauderdale | 1 – 0  | Venezuela      | [ 21 ] |      |
| 16   | 16 de dezembro | Amistoso                       | Los Angeles     | 3 – 2  | México         | [ 22 ] |      |
| 2024 |                |                                |                 |        |                |        |      |
| 17   | 22 de março    | Amistoso                       | Londres         | 1 – 0  | Espanha        | [ 23 ] |      |
| 18   | 26 de março    | Amistoso                       | Madrid          | 3 – 2  | Romênia        | [ 24 ] |      |
| 19   | 8 de junho     | Amistoso                       | Landover        | 5 – 1  | Estados Unidos | [ 25 ] |      |
| 20   | 15 de junho    | Amistoso                       | East Hartford   | 3 – 0  | Bolívia        | [ 26 ] |      |
| 21   | 24 de junho    | Copa América                   | Houston         | 2 – 1  | Paraguai       | [ 27 ] |      |
| 22   | 28 de junho    | Copa América                   | Glendale        | 3 – 0  | Costa Rica     | [ 28 ] |      |
| 23   | 2 de julho     | Copa América                   | Santa Clara     | 1 – 1  | Brasil         | [ 29 ] |      |
| 24   | 6 de julho     | Copa América                   | Glendale        | 5 – 0  | Panamá         | [ 30 ] |      |
| 25   | 10 de julho    | Copa América                   | Charlotte       | 1 – 0  | Uruguai        | [ 31 ] |      |
| 26   | 14 de julho    | Copa América                   | Miami Gardens   | 0 – 1  | Argentina      | [ 32 ] |      |
| 27   | 6 de setembro  | Eliminatórias da Copa do Mundo | Lima            | 1 – 1  | Peru           | [ 33 ] |      |
| 28   | 10 de setembro | Eliminatórias da Copa do Mundo | Barranquilla    | 2 – 1  | Argentina      | [ 34 ] |      |
| 29   | 10 de outubro  | Eliminatórias da Copa do Mundo | El Alto         | 0 – 1  | Bolívia        | [ 35 ] |      |
| 30   | 15 de outubro  | Eliminatórias da Copa do Mundo | Barranquilla    | 4 – 0  | Chile          | [ 36 ] |      |
| 31   | 15 de novembro | Eliminatórias da Copa do Mundo | Montevidéu      | 2 – 3  | Uruguai        | [ 37 ] |      |
| 32   | 19 de novembro | Eliminatórias da Copa do Mundo | Barranquilla    | 0 – 1  | Equador        | [ 38 ] |      |
| 2025 |                |                                |                 |        |                |        |      |
| 33   | 20 de março    | Eliminatórias da Copa do Mundo | Brasília        | 1 – 2  | Brasil         | [ 39 ] |      |
| 34   | 25 de março    | Eliminatórias da Copa do Mundo | Barranquilla    | 2 – 2  | Paraguai       | [ 40 ] |      |
| 35   | 6 de junho     | Eliminatórias da Copa do Mundo | Barranquilla    | 0 – 0  | Peru           | [ 41 ] |      |
| 36   | 10 de junho    | Eliminatórias da Copa do Mundo | Buenos Aires    | 1 – 1  | Argentina      | [ 42 ] |      |
| 37   | 4 de setembro  | Eliminatórias da Copa do Mundo | Colômbia        | –      | Bolívia        |        |      |
| 38   | 9 de setembro  | Eliminatórias da Copa do Mundo | Venezuela       | –      | Venezuela      |        |      |
| 39   | 11 de outubro  | Eliminatórias da Copa do Mundo | Arlington       | –      | México         |        |      |

##### Estatísticas
| Clube    | Jogos | Vitórias | Empates | Derrotas | Aproveitamento |
| -------- | ----- | -------- | ------- | -------- | -------------- |
| Melgar   | 63    | 35       | 12      | 16       | 61.9%          |
| Colômbia | 36    | 21       | 10      | 5        | 67.59%         |

## Campanhas de destaque

### Como jogador
Seleção Argentina
- Copa do Mundo FIFA: 1990 (vice-campeão)

### Como treinador
Seleção Colombiana
- Copa América: 2024 (vice-campeão)